# Wspólnota administracyjna Bad Mergentheim
Wspólnota administracyjna Bad Mergentheim – wspólnota administracyjna (niem. Vereinbarte Verwaltungsgemeinschaft) w Niemczech, w kraju związkowym Badenia-Wirtembergia, w rejencji Stuttgart, w regionie Heilbronn-Franken, w powiecie Main-Tauber. Siedziba wspólnoty znajduje się w mieście Bad Mergentheim, przewodniczącym jej jest Lothar Barth.
Wspólnota administracyjna zrzesza jedno miasto i dwie gminy wiejskie:
- Assamstadt, 2 056 mieszkańców, 17,20 km²
- Bad Mergentheim, miasto, 22 394 mieszkańców, 129,97 km²
- Igersheim, 5 653 mieszkańców, 42,84 km²